# Il corriere sportivo
Il Corriere Sportivo è un settimanale sportivo piemontese che si occupa di sport regionale, in particolare di calcio dilettantistico, di settore giovanile e scuola calcio. Ha sede a Torino in via la Thuile 50, ed è pubblicato dalla Otto Editrice. Ha come denominazione completa "Il Corriere Sportivo di Piemonte e Valle d'Aosta"

## Storia
Il giornale nasce il 20 ottobre 2003 dall'iniziativa di Matteo Musso, Alberto Manzo e altri giornalisti usciti da Sport Piemonte. Il primo direttore fu lo stesso Alberto Manzo, sostituito da Fabrizio Mastroleo che lasciò le redini poi a Matteo Musso nel 2005. Il giornale è in edicola ogni lunedì in tutte le edicole del Piemonte e della Valle d'Aosta.